# Úvula
La úvula, campana, campanilla, gallillo o galillo es un pequeño músculo fusiforme que cuelga del borde inferior del velo del paladar por encima de la raíz de la lengua. Se encuentra entre dos cúmulos linfoides llamados amígdalas, dentro de la boca.
Está compuesta de tres músculos: el tensor y el elevador del paladar, y el propio músculo de la úvula. 
El espacio que queda entre los laterales del paladar se llama istmo de las fauces, y está delimitado por el borde libre del velo del paladar por arriba, por la lengua por abajo y por los pilares del velo del paladar y las amígdalas por los lados.[cita requerida]

## Función anatómica

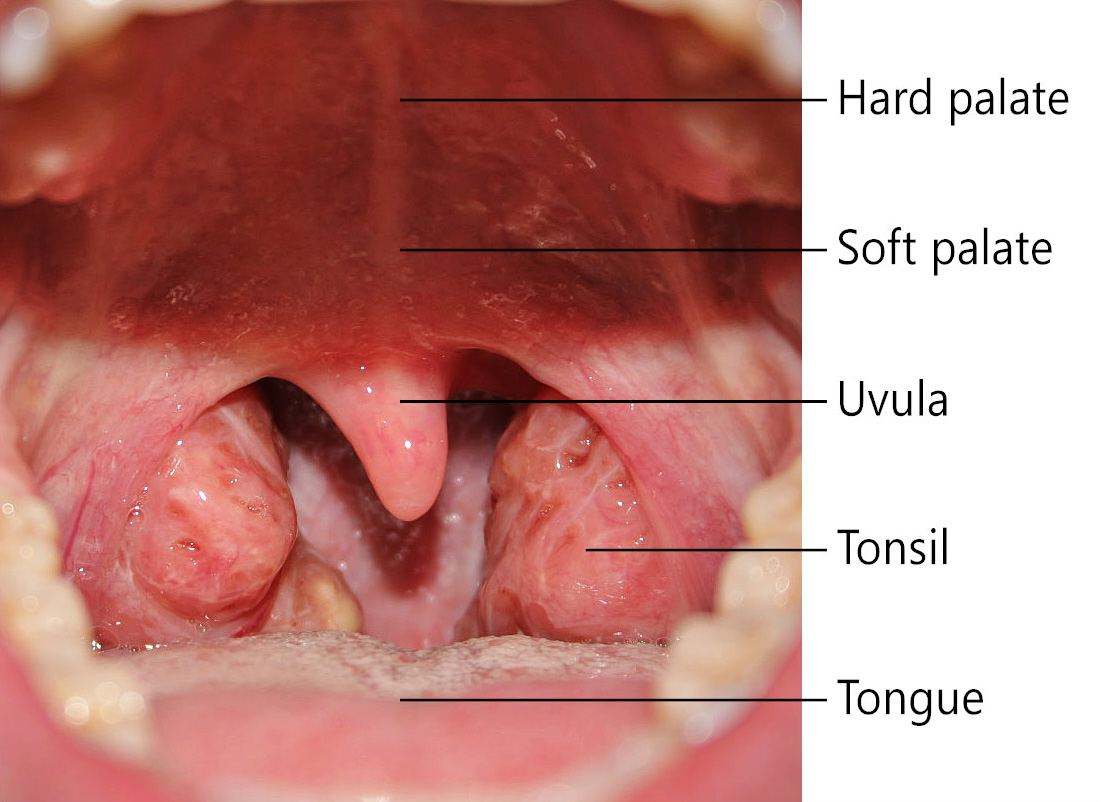

La función de la úvula se coordina con el resto del velo del paladar separando la cavidad bucal de la nasal; controla el acceso a la cavidad de resonancia nasal, impidiendo que la comida o los líquidos lleguen a la nariz durante el vómito. Además existen estudios[¿cuál?] que demuestran su importancia para el habla y emisión sonora de los seres humanos.